# Иаков (Карп)
Архиепи́скоп Иа́ков (латыш. Arhibīskaps Jakovs, в миру Я́ков Андре́евич Карп или Екабс Карпс, латыш. Jēkabs Karps; 19 августа 1865, Цесвайнская волость, Лифляндская губерния — 19 октября 1943, Кокнесе, генеральный округ Латвия) — епископ Русской православной церкви, архиепископ Елгавский (1936—1943), викарий Рижской епархии.

## Биография
Родился 19 августа 1865 года в латышской крестьянской семье в Цесвайнской волости. С детства желал священства.
В 1887 году окончил Рижскую духовную семинарию и 12 августа того же года был определён псаломщиком в православный храм в Гриве (ныне в черте Даугавпилса).
С 24 января 1890 года — псаломщик Петропавловского латышского прихода в местечке Кокенгаузен (ныне Кокнесе).
27 декабря 1892 года был рукоположен в сан священника епископом Рижским Арсением (Брянцевым) и определён в Кокнесский приход.
В 1906 году был арестован за участие в революционной деятельности.
В 1908 году переведён в приход в Сайкаве.
С 1909 по 1916 год — благочинный Карздабского (Kārzdabas) округа.
С 1910 по 1913 год — законоучитель в Мадонской женской гимназии.
15 марта 1913 года был определён священником в Духосошественский храм города Якобштадта (ныне Екабпилс).
С 9 января 1916 года — священник военного санитарного поезда № 82.
С 23 мая 1917 года — военный священник 15 артиллерийской дивизии.
С 1 января 1920 года — вновь настоятель Кокнесского Петропавловского храма.
С 1927 года — управляющий школами Кокнесского округа.
Был возведён в сан протоиерея.
На Соборе, прошедшем 10 марта 1936 года, был одним из трёх кандидатов на пост митрополита Рижского (вместе с протоиереями Августином Петерсоном и Адамом Витолем).
Принял постриг в рясофор; 27 сентября 1936 года хиротонисан во епископа Елгавского, викария Рижской епархии, с пребыванием в Риге. Хиротонию совершали митрополит Августин (Петерсон), митрополит Эстонии Александр (Паулус), Печерский архиепископ Николай (Лейсман) и Финляндский архиепископ Герман (Аав). Епископская хиротония Иакова совершалась на латышском языке.
Под управлением епископа Иакова находились приходы Елгавского и Лиепайского благочиний (около 30 общин), кафедральным храмом был елгавский собор праведных Симеона и Анны; в пределах Елгавского викариатства, в Кулдиге, имелась школа псаломщиков. На содержание Елгавского епископа выделялись средства из латвийской казны. Епископ Иаков жил преимущественно в Риге, в здании Рижской духовной семинарии, помогая митрополиту Августину в управлении Латвийской Церковью.
В 1941 году, когда митрополит Рижский Августин (Петерсон) принёс покаяние в расколе и был воссоединён с Русской Православной Церковью, Елгавский викарий Иаков (Карпс) был также принят в клир Московского Патриархата.
6 июля 1942 года был возведён в сан архиепископа митрополитом-экзархом Сергием (Воскресенским).
Участник Псковской духовной миссии.
При попытке митрополита Августина вновь увести паству под Константинопольский омофор Елгавский викарий остался верен Русской Церкви.
Скончался 19 октября 1943 года в Кокнесе. Похоронен на кладбище в Кокнесе.